# Neil Tennant
Neil Francis Tennant, född 10 juli 1954 i North Shields i Tyne and Wear, är en brittisk musiker. Tillsammans med kollegan Chris Lowe utgör han den framgångsrika popduon Pet Shop Boys.

## Biografi
Neil Tennant växte upp i 60- och 70-talets Newcastle som på den tiden var en typisk engelsk industristad med kolgruvor och betydande fartygsindustri. Tennant gick i en katolsk skola som barn och hitlåten It's a Sin är inspirerad av den tiden. Han flyttade 1973 till Tottenham i London vilket han bestämt sedan tidigare, och flera av Tennants vänner från Newcastle pratade just om att lämna Newcastle vilket låten "2 divided by zero" berättar om. Tennant arbetade bland annat på Marvel Comics innan han fick jobb som journalist på Smash Hits. Under denna tid skapade han musik med hjälp av sin akustiska gitarr innan han 1981 träffade Chris Lowe i en elektronikaffär på Kings Road i London. Tillsammans bildade de duon Pet Shop Boys i början av 1980-talet.
Tennant är homosexuell.